# Бреве (послание)

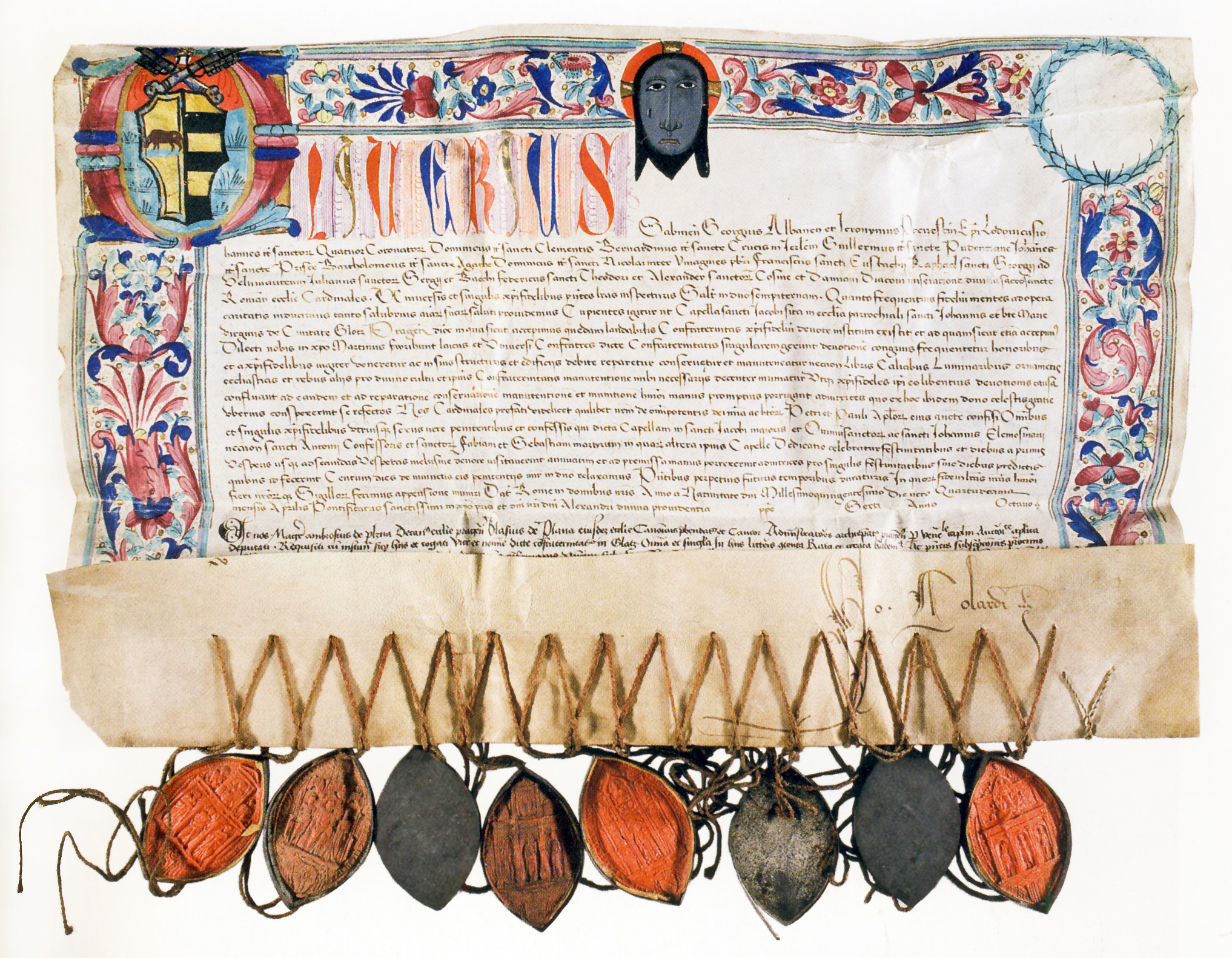
Бреве Александра VI

Бреве (лат. breve — краткое) — официальное послание папы римского, содержащее декреты, распоряжения, дарование почётных прав и привилегий и т. п., обращённое как к отдельным лицам, так и к отдельным Церквям. Как и булла, бреве пишется на латинском языке, но менее торжественным слогом; бреве не имеет свинцовой печати, а только обычную печать с изображением Святого Петра в лодке, поэтому бреве всегда заканчивается словами sub anulo piscatoris («под печатью рыбака»).
Бреве начинается с имени папы римского и подписывается, в зависимости от степени важности послания, либо папой римским, либо кардиналом (государственным секретарём или канцлером). Первое бреве принадлежит папе римскому Бонифацию IX и датируется 17 октября 1390 года. Папа римский Пий X определил порядок издания бреве в апостольской конституции Sapienti consilio (1908 год), предписания которой были полностью включены в Кодекс канонического права (1917 год). Согласно апостольской конституции Regimini Ecclesiae universae (1967 год), подготавливает и рассылает бреве Государственный секретариат Ватикана. Бреве публикуются в Acta Apostolicae Sedis.